# مل اسمیت
مل اسمیت (انگلیسی: Mel Smith; ۳ دسامبر ۱۹۵۲ – ۱۹ ژوئیهٔ ۲۰۱۳) بازیگر سینما، کمدین و کارگردان اهل بریتانیا بود.
او بازیگر فیلم‌هایی همچون اهداکنندگان مغز بوده است.